# Андре Бурстра
Андре Бурстра (нід. André Boerstra, 11 грудня 1924 — 17 березня 2016) — нідерландський хокеїст на траві.
Срібний призер Олімпійських Ігор 1952 року, бронзовий призер 1948 року.